# 핑키와 킬러스
핑키와 킬러스(일본어: ピンキーとキラーズ 핀키토키라즈[*], 영어: Pinky & Killers)는 1968년부터 1972년까지 활동했던, 솔로 가수를 내세운 보사노바 밴드다. 1967년 빅터 레코드에서 〈응석 부리고 싶어〉(甘ったれたいの)로, 열 다섯의 나이로 데뷔했던 콘 요코(핑키)가 킹 레코드로 이적했고, 여기에 조지 하마노/앤디 야마구치/루이스 타카노/판초 카가미의 남성 보컬 4인(킬러스)이 모여 결성되었다. 데뷔 앨범 《사랑의 계절》의 라이너 노트에는 "세르지우 멘데스를 지향하는 신진기예의 그룹"이라고 소개되었다.
1968년에 발표한 데뷔 곡 〈사랑의 계절〉(恋の季節)부터 히트하는데 성공해, 이듬해의 〈눈물의 계절〉(涙の季節) 역시 1위를 차지했지만, 이후로 점차 순위가 하락하기 시작해 〈별하늘의 로맨스〉(星空のロマンス) 이후로 10위권 이내에 오르지 못했다. 1972년 2월에, 이 그룹을 통과점으로밖에 여기지 않았고, 솔로 가수와 뮤지컬 배우를 오히려 더 목표로 했던 콘은 그룹을 탈퇴했다. 콘이 탈퇴한 후, 킬러스는 여성 보컬 2명을 영입해 뉴 킬러스로 활동하지만, 1974년 이 그룹도 해체되었다.